# Sát thủ vô hình
Sát thủ vô hình (tên gốc tiếng Tây Ban Nha: Contratiempo, tên phát hành tại các thị trường nói tiếng Anh: The Invisible Guest) là một phim thriller năm 2016 của Tây Ban Nha phát hành ngày 6 tháng 1 năm 2017. Đây là bộ phim thriller thứ hai của đạo diễn Oriol Paulo, sau bộ phim El Cuerpo (The Body, 2012).

## Nội dung
Adrián Doria, một doanh nhân trẻ tài năng, bị vướng vào một vụ án giết người trong phòng kín. Để cứu vãn sự nghiệp và cuộc sống cá nhân đang trên đà đổ nát, Doria phải thuê Virginia Goodman, một luật sư uy tín để bào chữa cho mình. Tuy nhiên, sau 180 phút lật lại quá khứ trong căn phòng ngột ngạt, một sự thật ghê rợn khác dần được phơi bày.

## Diễn viên
- Mario Casas vai Adrián Doria
- Ana Wagener vai Virginia Goodman
- José Coronado vai Tomás Garrido
- Bárbara Lennie vai Laura Vidal
- Francesc Orella vai Félix Leiva
- Paco Tous vai Người hướng dẫn
- David Selvas vai Bruno
- Iñigo Gastesi vai Daniel Garrido
- San Yélamos vai Sonia
- Manel Dueso vai Thanh tra Milán

## Đón nhận
Bộ phim thu về 3,9 triệu USD tại Tây Ban Nha. Tại Trung Quốc, phim này thu về 172,4 triệu CNY.